# Associazione Calcio Prato 1959-1960
Questa pagina raccoglie le informazioni riguardanti l'Associazione Calcio Prato nelle competizioni ufficiali della stagione 1959-1960.

## Rosa
| N. |                   | Ruolo | Calciatore        |
| -- | ----------------- | ----- | ----------------- |
|    | Italia (bandiera) | A     | Bruno Arriva      |
|    | Italia (bandiera) | C     | Furio Bigogno     |
|    | Italia (bandiera) | A     | Giorgio Bozzato   |
|    | Italia (bandiera) | P     | Doriano Carlotti  |
|    | Italia (bandiera) | C     | Carlo Cervetto    |
|    | Italia (bandiera) | A     | Natale Colla      |
|    | Italia (bandiera) | P     | Luigi Conti       |
|    | Italia (bandiera) | A     | Italo Corradino   |
|    | Italia (bandiera) | C     | Lucio Dell'Angelo |
|    | Italia (bandiera) | D     | Roberto Galeotti  |

| N. |                   | Ruolo | Calciatore       |
| -- | ----------------- | ----- | ---------------- |
|    | Italia (bandiera) | A     | Silvano Mencacci |
|    | Italia (bandiera) | A     | Riccardo Moradei |
|    | Italia (bandiera) | A     | Bruno Nattino    |
|    | Italia (bandiera) | C     | Fulvio Nesti     |
|    | Italia (bandiera) | C     | Aldo Perni       |
|    | Italia (bandiera) | D     | Italo Rizza      |
|    | Italia (bandiera) | D     | Antonio Rossi    |
|    | Italia (bandiera) | A     | Marcello Somigli |
|    | Italia (bandiera) | D     | Renato Targioni  |
|    | Italia (bandiera) | C     | Mario Verdolini  |